# آنتاناناریوو-آوارادرانو (بخش)
آنتاناناریوو-آوارادرانو (به لاتین: Antananarivo-Avaradrano) یک بخش‌های ماداگاسکار در ماداگاسکار است که در آنالامانگا واقع شده‌است.